# Deraeocoris lutescens
Deraeocoris lutescens is een wants uit de familie van de blindwantsen (Miridae). De soort werd het eerst wetenschappelijk beschreven door Samuel Peter Schilling in 1837.

## Uiterlijk
De variabel gekleurde, ovale, brede wants kan 4 mm lang worden en is altijd langvleugelig. Het glanzende lichaam kan geelbruin tot bruin van kleur zijn en heeft altijd een zwarte tekening, bij mannetjes is de kleur donkerder en is meestal meer zwart aanwezig. Op de roodbruine kop staan 2 geelachtige antennes. Het tweede segment is langer dan het derde en vierde segment samen en deze segmenten zijn alle drie bovenaan donkerder gekleurd. Het doorzichtige deel van de voorvleugels is kleurloos en de poten zijn geel met om de achterschenen twee donkere ringen.

## Leefwijze
De wants produceert één generatie in het jaar en is van mei tot september te vinden, verstopt is spleten en richels en onder schors van bijvoorbeeld plataan waar hij zich tegoed doet aan onder andere bladluizen en kleine rupsen,

## Leefgebied
De soort komt voor in het Palearctisch gebied en is in Nederland zeer algemeen in loofbomen bij bosranden en vaak ook in parken en tuinen.